# City of Wakefield
City of Wakefield (eller Wakefield Metropolitan Borough Council) er en kommune og et administrativt distrikt (metropolitan borough) med storby-status i West Yorkshire, England. Der er omkring 320.000 indbyggere i distriktet. Den største by er Wakefield, som også er kommunens administrative centrum.